# Kloster Surbourg
Koordinaten: 48° 54′ 34″ N, 7° 50′ 50″ O

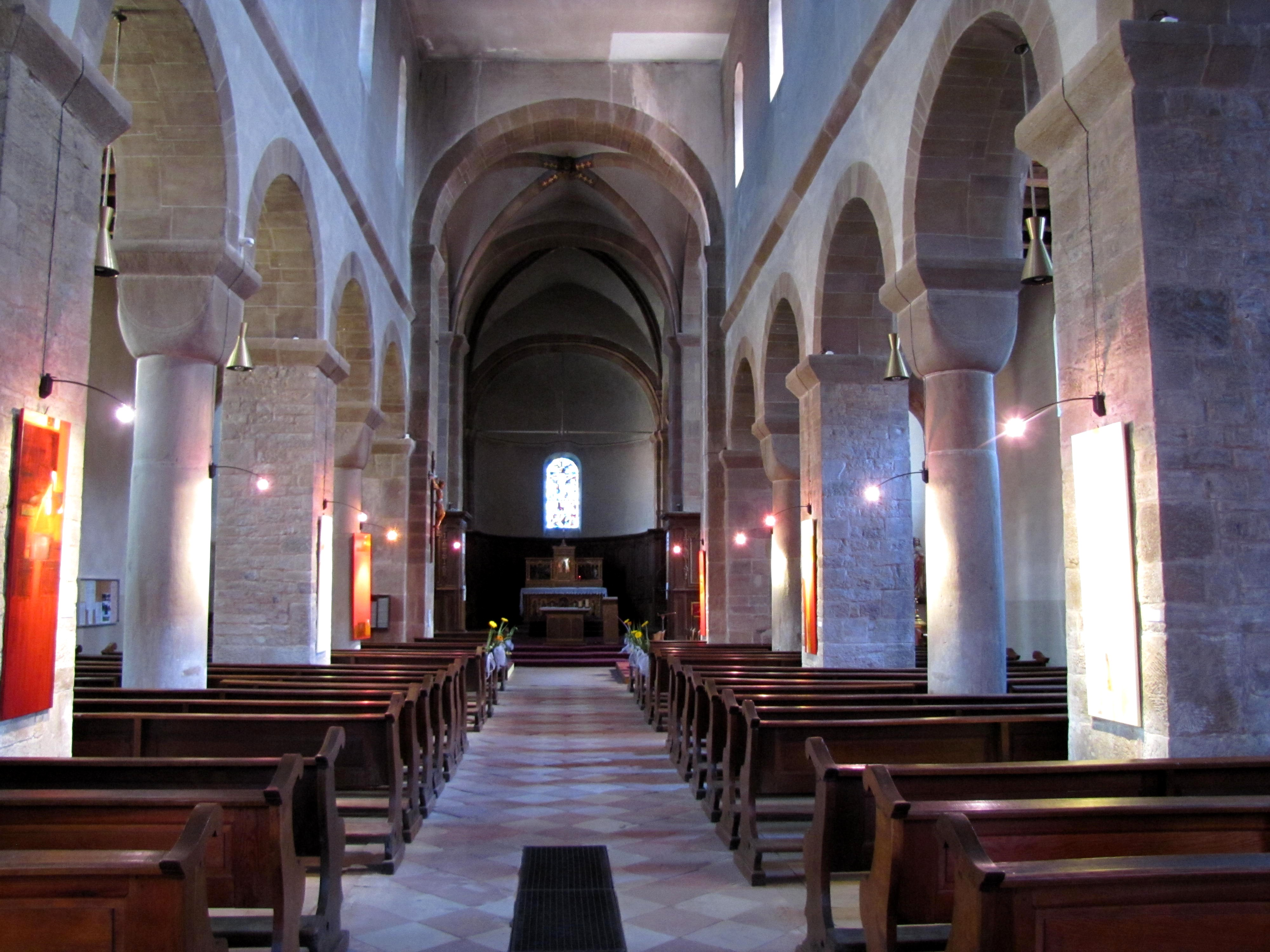
Klosterkirche St. Martin und Arbogast in Surburg

Das Kloster Surbourg (frz. Abbatiale Saint-Jean-Baptiste) ist ein ehemaliges Benediktinerkloster in Surburg im Heiligen Forst bei Haguenau im Elsass.

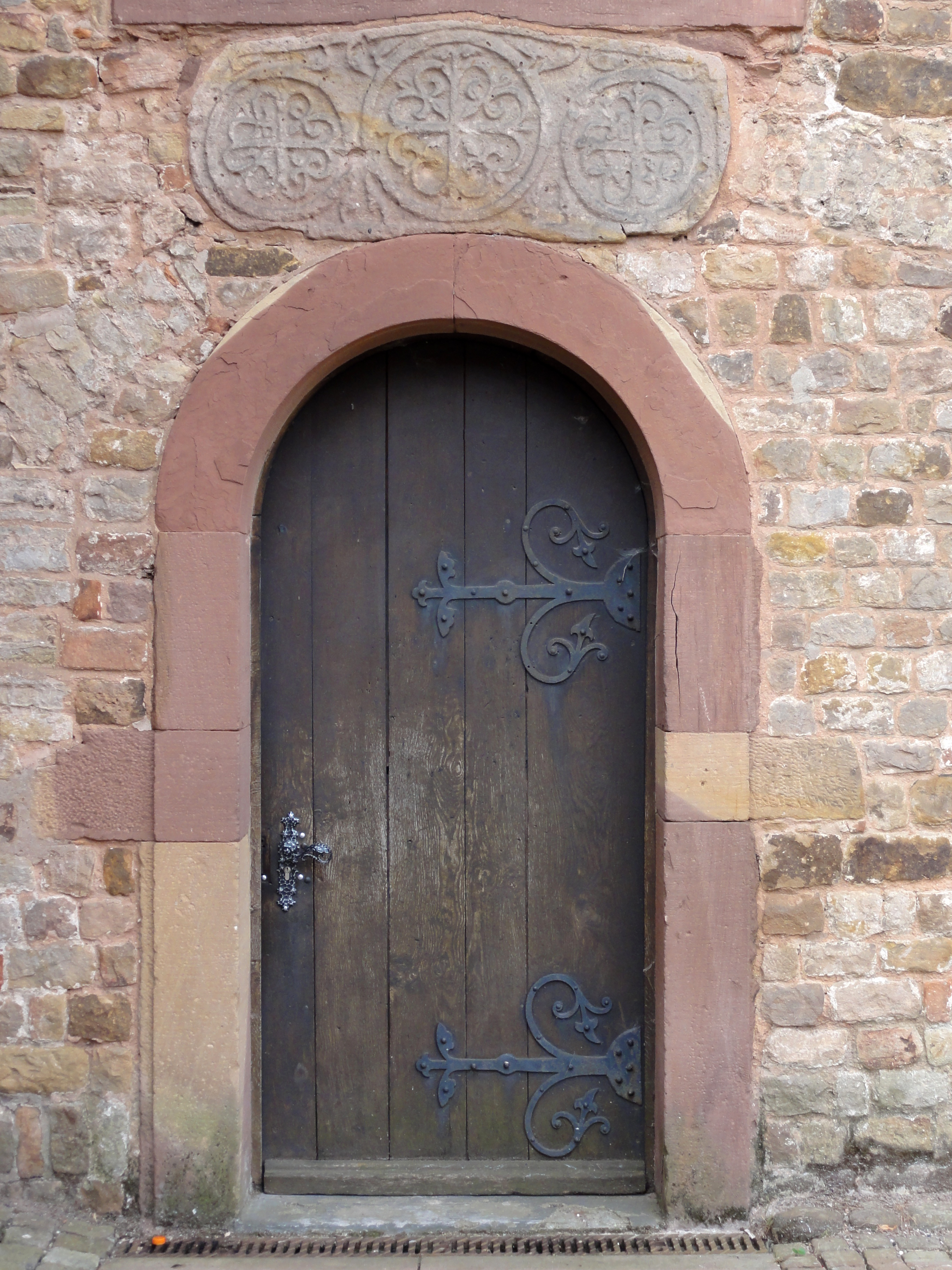
Seitenpforte mit romanischem Sturz

## Geschichte
Die dem hl. Johannes der Täufer geweihte Abtei gilt als die älteste Klostergründung im Elsass. Um 570 gründete der hl. Arbogast von Straßburg, als er Bischof in Straßburg wurde, das Kloster. Die heutige Kirche wurde im 11. Jahrhundert errichtet und ist noch in großen Teilen aus der Erbauungszeit als romanische Basilika erhalten. Über der Eingangstür befindet sich ein Stein aus karolingischer Zeit mit drei Blumen und an der Außenwand wurden Teile einer römischen Säule eingebaut. Die Gebeine des Hhl. Arbogast sind seit 1499 verschollen.